# Reichskulturkammer

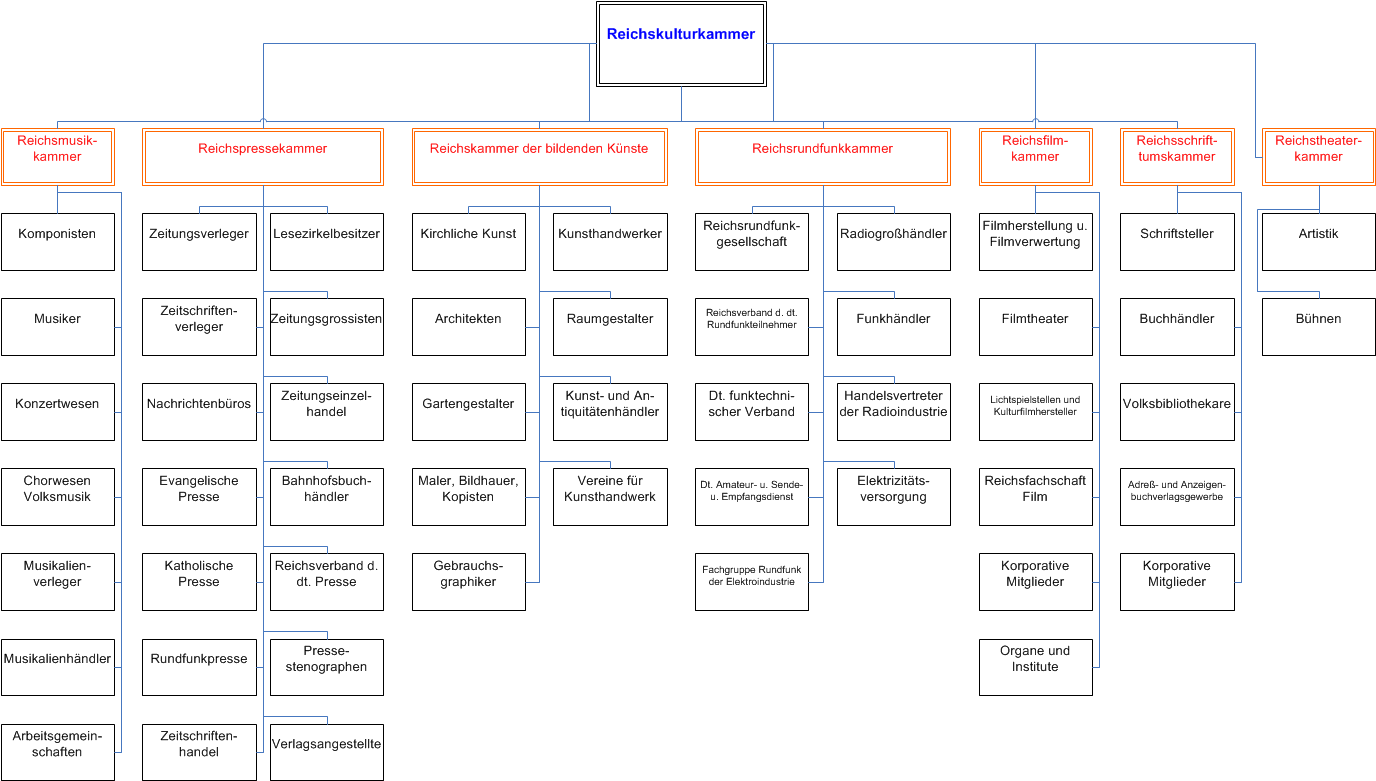
Organiseringen av Reichskulturkammer.

Reichskulturkammer (Rikskulturkammaren) var en institution i Nazityskland som bildades den 22 september 1933 på uppdrag av riksministern för allmänhetens upplysning och propaganda Joseph Goebbels efter ett lagstadgat regeringsbeslut. Institutionen tjänade som redskap för en Gleichschaltung ("enhetlighet" eller "likriktning") av den nationalsocialistiska kulturpolitiken inom kulturlivets alla arbetsområden. Dessa områden var radio, film, musik, bildkonst, teater, litteratur och press. Reichskulturkammer tjänade även som redskap för en reglering av kulturellt verksamma personers sociala och ekonomiska intressen.
Den statliga finansieringen av kulturlivet skulle organiseras så att varje konstart skulle ha sin egen organisation med politiskt lojala tjänstemän högst upp som fördelade medel till de lojala konstutövarna.

## Inflytande
När Arthur Engberg, då Sveriges ecklesiastikminister, på 1930-talet utformade det som senare blev det svenska kulturpolitiska systemet kalkerade han Reichskulturkammer.